# Municipio de Tezontepec de Aldama
El municipio de Tezontepec de Aldama es uno de los ochenta y cuatro municipios que conforman el estado de Hidalgo en México. La cabecera municipal es la localidad de Tezontepec de Aldama y la localidad más poblada es Presas.
El municipio se localiza al poniente del territorio hidalguense entre los paralelos 20° 05’ y 20° 16’ de latitud norte; los meridianos 99° 12’ y 99° 22’ de longitud oeste; con una altitud entre 2000 y 2800 m s. n. m. Este municipio cuenta con una superficie de 163.31 km², y representa el 0.78 % de la superficie del estado; dentro de la región geográfica denominada como Valle del Mezquital.
Colinda al norte con los municipios de Tepetitlán, Chapantongo, Chilcuautla y Mixquiahuala de Juárez; al este con los municipios de Mixquiahuala de Juárez y Tlahuelilpan; al sur con los municipios de Tlaxcoapan y Tula de Allende; al oeste con los municipios de Tula de Allende y Tepetitlán.

## Toponimia
Tezontepec es la aglutinación de las palabras del náhuatl, "tetzontli" (tezontle), "tepetl" (cerro) y "co" (en), lo cual se interpreta como: "En el Cerro del Tezontle". Lleva el nombre de Aldama en honor al insurgente Juan Aldama.

## Geografía

### Relieve e hidrográfica
En cuanto a fisiografía se encuentra dentro de las provincia del Eje Neovolcánico; dentro de la subprovincia de Lagos y Volcanes de Querétaro e Hidalgo. Su territorio es llanura (61.0%), sierra (16.0%) y lomerío (23.0%).
En cuanto a su geología corresponde al periodo neógeno (66.36%), cuaternario (11.0%) y paleógeno (8.0%). Con rocas tipo ígnea extrusiva: volcanoclástico (43.36%), andesita–brecha volcánica intermedia (14.0%), basalto (4.0%), toba ácida (5.0%), brecha volcánica básica (2.0%), basaltobrecha volcánica básica (1.0%) y andesita (1.0%); sedimentaria: conglomerado (9.0%); suelo: aluvial (6.0%). En cuanto a cuanto a edafología el suelo dominante es phaeozem (49.36%), leptosol (24.0%) y vertisol (12.0%).
En lo que respecta a la hidrología se encuentra posicionado en la región hidrológica del Pánuco (3.0%); en las cuencas del río Moctezuma; dentro de las subcuenca del río Tula (75.0%) y río Salado (25.0%).

### Clima
El municipio en toda su extensión presenta una diversidad de climas; Semiseco templado (100.0%). Registra una
temperatura media anual de alrededor de los 16.6 °C, una precipitación pluvial de 500 milímetros por año, y el período de lluvias es de mayo a octubre.

### Ecología
En flora su vegetación se compone principalmente de matorrales, aunque existen algunas especies como: pino, casuarina, sabino, mezquites, mora, capulín, granada, cedros, pirules y huizache, existen algunas especies de árboles frutales como el aguacate y manzanos. En cuanto a fauna el zorrillo, el tlacuache, la liebre, la ardilla, el conejo, serpientes, aves, la lagartija, roedores, insectos y arácnidos habitan en esta región.

## Demografía

### Población
De acuerdo a los resultados que presentó el Censo Población y Vivienda 2020 del INEGI, el municipio cuenta con un total de 55 134 habitantes, siendo 27 089 hombres y 28 045 mujeres. Tiene una densidad de 337.5 hab/km², la mitad de la población tiene 28 años o menos, existen 96 hombres por cada 100 mujeres.
El porcentaje de población que habla lengua indígena es de 0.44 %, el porcentaje de población que se considera afromexicana o afrodescendiente es de 0.35 %. Tiene una Tasa de alfabetización de 99.4 % en la población de 15 a 24 años, de 94.0 % en la población de 25 años y más. El porcentaje de población según nivel de escolaridad, es de 3.4 % sin escolaridad, el 60.2 % con educación básica, el 22.1 % con educación media superior, el 14.2 % con educación superior, y 0.1 % no especificado.
El porcentaje de población afiliada a servicios de salud es de 67.4 %. El 23.0 % se encuentra afiliada al IMSS, el 65.5 % al INSABI, el 9.5 % al ISSSTE, 0.5 % IMSS Bienestar, 1.5 % a las dependencias de salud de PEMEX, Defensa o Marina, 0.3 % a una institución privada, y el 0.2 % a otra institución. El porcentaje de población con alguna discapacidad es de 5.0 %. El porcentaje de población según situación conyugal, el 29.6 % se encuentra casada, el 31.2 % soltera, el 27.8 % en unión libre, el 5.9 % separada, el 0.8 % divorciada, el 4.8 % viuda.
Para 2020, el total de viviendas particulares habitadas es de 14 843 viviendas, representa el 1.7 % del total estatal. Con un promedio de ocupantes por vivienda 3.7 personas. Predominan las viviendas con tabique y block. En el municipio para el año 2020, el servicio de energía eléctrica abarca una cobertura del 99.0 %; el servicio de agua entubada un 53.4 %; el servicio de drenaje cubre un 95.9 %; y el servicio sanitario un 96.0 %.

### Localidades
Para el año 2020, de acuerdo al Catálogo de Localidades, el municipio cuenta con 40 localidades activas:
| Código INEGI | Localidad                     | Población (2020) | Porcentaje (%) | Ámbito Población | Categoría Población |
| ------------ | ----------------------------- | ---------------- | -------------- | ---------------- | ------------------- |
| 130670009    | Presas                        | 7798             | 14.14          | Urbana           | Villa               |
| 130670005    | Huitel                        | 6263             | 11.36          | Urbana           | Villa               |
| 130670001    | Tezontepec de Aldama          | 5398             | 9.79           | Urbana           | Cabecera municipal  |
| 130670008    | Panuaya                       | 5061             | 9.18           | Urbana           | Villa               |
| 130670003    | Atengo                        | 4631             | 8.40           | Urbana           | Comunidad           |
| 130670006    | Mangas                        | 3990             | 7.24           | Urbana           | Comunidad           |
| 130670010    | San Gabriel                   | 3062             | 5.55           | Urbana           | Comunidad           |
| 130670002    | Santiago Acayutlán            | 2414             | 4.38           | Rural            | Comunidad           |
| 130670011    | San Juan Achichilco           | 2257             | 4.09           | Rural            | Comunidad           |
| 130670021    | La Cruz                       | 1907             | 3.46           | Rural            | Comunidad           |
| 130670004    | Santa María Batha             | 1792             | 3.25           | Rural            | Comunidad           |
| 130670012    | Tenango                       | 1548             | 2.81           | Rural            | Comunidad           |
| 130670017    | San Juan                      | 1300             | 2.36           | Rural            | Comunidad           |
| 130670018    | San Isidro Presas             | 1148             | 2.08           | Rural            | Comunidad           |
| 130670007    | La Palma                      | 1113             | 2.02           | Rural            | Comunidad           |
| 130670020    | La Loma                       | 986              | 1.79           | Rural            | Comunidad           |
| 130670043    | San Isidro el Tanque          | 674              | 1.22           | Rural            | Comunidad           |
| 130670049    | Colonia Lázaro Cárdenas       | 662              | 1.20           | Rural            | Comunidad           |
| 130670044    | Binola                        | 504              | 0.91           | Rural            | Comunidad           |
| 130670024    | Colonia de Presas             | 424              | 0.77           | Rural            | Ranchería           |
| 130670013    | El Tinaco                     | 415              | 0.75           | Rural            | Ranchería           |
| 130670042    | El Chamizal                   | 385              | 0.70           | Rural            | Ranchería           |
| 130670019    | 5 de Febrero                  | 283              | 0.51           | Rural            | Ranchería           |
| 130670014    | Manantiales de Cerro Colorado | 281              | 0.51           | Rural            | Ranchería           |
| 130670046    | Nuevo Panuaya                 | 215              | 0.39           | Rural            | Ranchería           |
| 130670048    | Las Cruces                    | 202              | 0.37           | Rural            | Ranchería           |
| 130670015    | Monte Alegre (Carranza)       | 95               | 0.17           | Rural            | Ranchería           |
| 130670035    | Zanja Colorada                | 81               | 0.15           | Rural            | Ranchería           |
| 130670030    | Los Manantiales               | 65               | 0.12           | Rural            | Ranchería           |
| 130670022    | San Isidro Carrasco           | 58               | 0.11           | Rural            | Ranchería           |
| 130670025    | Cerro del Xicuco (La Cantera) | 34               | 0.06           | Rural            | Ranchería           |
| 130670041    | El Sitio [Rancho]             | 21               | 0.04           | Rural            | Ranchería           |
| 130670050    | San Sebastián                 | 21               | 0.04           | Rural            | Ranchería           |
| 130670052    | Cerro del Tezontle            | 14               | 0.03           | Rural            | Ranchería           |
| 130670040    | Vicente Zúñiga Bernal         | 8                | 0.01           | Rural            | Ranchería           |
| 130670051    | Los Pirules                   | 6                | 0.01           | Rural            | Ranchería           |
| 130670031    | El Mogote                     | 5                | 0.01           | Rural            | Ranchería           |
| 130670053    | La Manga                      | 5                | 0.01           | Rural            | Ranchería           |
| 130670038    | Juana Baltazar Bautista       | 4                | 0.01           | Rural            | Ranchería           |
| 130670032    | La Chiripa [Rancho]           | 4                | 0.01           | Rural            | Ranchería           |

## Política
Se erigió como municipio el 31 de mayo de 1865. El Honorable Ayuntamiento está compuesto por: un Presidente Municipal, un síndico, once Regidores, once Comisiones, diecinueve Delegados municipales y cinco Comisariados Ejidales. De acuerdo al Instituto Nacional electoral (INE) el municipio está integrado por veintitrés secciones electorales, de la 1310 a la 1332. Para la elección de diputados federales a la Cámara de Diputados de México y diputados locales al Congreso de Hidalgo, se encuentra integrado al V Distrito Electoral Federal de Hidalgo y al VI Distrito Electoral Local de Hidalgo. A nivel estatal administrativo pertenece a la Macrorregión III y a la Microrregión VIII, además de a la Región Operativa II Tula.

### Cronología de presidentes municipales
| Periodo                  | Nombre                           | Afiliación política        |
| ------------------------ | -------------------------------- | -------------------------- |
| 1950-1952                | Francisco Lugo                   | PRI                        |
| 1952 - 1955              | Ponciano Sánchez                 | PRI                        |
| 1955 - 1958              | Ismael Porras Guerrero           | PRI                        |
| 1958- 1961               | Rafael González Pérez            | PRI                        |
| 1961 - 1962              | Gonzalo Hernández Barrera        | PRI                        |
| 1962-1964                | Rubén Millan M.                  | PRI                        |
| 1964 - 1967              | Ismael Porras Escamilla          | PRI                        |
| 1967-1970                | Guillermo Ángeles Pérez          | PRI                        |
| 1970-1973                | Rafael González Pérez            | PRI                        |
| 1973-1976                | Martín Valdez Aguilar            | PRI                        |
| 1976-1979                | Santiago Barrera Mota            | PRI                        |
| 1979 - 1982              | Fabián Sebastián López Escamilla | PRI                        |
| 1982-1985                | Norberto Montoya Cruz            | PRI                        |
| 1985-1988                | Delfino Cornejo Lugo             | PRI                        |
| 1988-1991                | Maximino Serrano Cornejo         | PRI                        |
| 1991-1994                | Nicolás Ortiz Pérez              | PRI                        |
| 16/01/1994 al 15/01/1997 | Luciano Cornejo Barrera          | PRD                        |
| 16/01/1997 al 1999       | Pedro Porras Pérez               | PRD                        |
| 1999 al 15/01/2000       | Miguel Calva A.                  | Interino                   |
| 16/01/2000 al 15/01/2003 | Enrique Mota Bautista            | PRI                        |
| 16/01/2003 al 15/01/2006 | Delfino Jesús Alfaro Santiago    | PRD                        |
| 16/01/2006 al 15/01/2009 | Moisés Cornejo Barrera           | PRD                        |
| 16/01/2009 al 15/01/2012 | Clemente Cornejo Cerón           | Mas x Hidalgo              |
| 16/01/2012 al 04/09/2016 | Asael Hernández Cerón            | PAN                        |
| 05/09/2016 al 04/09/2020 | Pedro Porras Pérez               | MC                         |
| 05/09/2020 al 14/12/2020 | David Jorge Gómez                | Concejo Municipal Interino |
| 15/12/2020 al 04/09/2024 | Santiago Hernández Cerón         | PAN                        |
| 05/09/2024 al 04/09/2027 | Ana María Rivera Contreras       | PAN                        |

## Economía
En 2015 el municipio presenta un IDH de 0.738 Alto, por lo que ocupa el lugar 32.° a nivel estatal; y en 2005 presentó un PIB de $1,832,124,920.00 pesos mexicanos, y un PIB per cápita de $43,717.00 (precios corrientes de 2005).
De acuerdo con el Consejo Nacional de Evaluación de la Política de Desarrollo Social (Coneval), el municipio registra un Índice de Marginación Bajo. El 48.6% de la población se encuentra en pobreza moderada y 12.1% se encuentra en pobreza extrema. En 2015, el municipio ocupó el lugar 37 de 84 municipios en la escala estatal de rezago social.
A datos de 2015, en materia de agricultura se cultiva en hectáreas sembradas, de mayor a menor; alfalfa verde (3954 ha), maíz (3877 ha), frijol (686 ha) y chile verde (50 ha). En ganadería en este municipio se sacrifica mayormente ganado ovino (9541 cab.); bovino (2309 cab.); porcino (3297 cab.); caprino (52 cab.); aves (30 454 av.), comprendiendo aves para carne y huevo y guajolotes; además de abejas (15 055 c.).
Para 2015 se cuenta con 1999 unidades económicas, que generaban empleos para 3810 personas. En lo que respecta al comercio, se cuenta con seis tianguis, tres tiendas Diconsa y siete lecheras Liconsa; además de una central de abasto. De acuerdo con cifras al año 2015 presentadas en los censos económicos del INEGI, la Población Económicamente Activa (PEA) del municipio asciende a 20 214 personas de las cuales 19 643 se encuentran ocupadas y 571 se encuentran desocupadas. El 22.58%, pertenece al sector primario, el 25.06% pertenece al sector secundario, el 51.36% pertenece al sector terciario y 1.0% no especificaron.